# Kanton Versailles-2
Der Kanton Versailles-2 ist seit 2015 ein französischer Wahlkreis für die Wahl des Départementrats im Arrondissement Versailles im Département Yvelines in der Region Île-de-France. Das Bureau centralisateur befindet sich in  Versailles.

## Gemeinden
Der Kanton besteht aus sechs Gemeinden und Gemeindeteilen mit insgesamt 75.982 Einwohnern (Stand: 1. Januar 2022) auf einer Gesamtfläche von 36,69 km²:
| Gemeinde            | Einwohner 1. Januar 2022 | Fläche km² | Dichte Einw./km² | Code INSEE | Postleitzahl |
| ------------------- | ------------------------ | ---------- | ---------------- | ---------- | ------------ |
| Buc                 | 5.868                    | 8,07       | 727              | 78117      | 78530        |
| Jouy-en-Josas       | 7.985                    | 10,14      | 787              | 78322      | 78350        |
| Les Loges-en-Josas  | 1.655                    | 2,48       | 667              | 78343      | 78350        |
| Vélizy-Villacoublay | 22.481                   | 8,93       | 2.517            | 78640      | 78140        |
| Versailles          | 21.050                   | 3,58       | 5.880            | 78646      | 78000        |
| Viroflay            | 16.943                   | 3,49       | 4.855            | 78686      | 78220        |
| Kanton Versailles-2 | 75.982                   | 36,69      | 2.071            | 7821       | –            |

1. ↑   Nur der südöstliche Teil der Gemeinde, der Rest gehört zum Kanton Versailles-1.